# Американський кошмар (фільм)
Американський кошмар (англ. American Nightmare) — канадський трилер 1983 року.

## Сюжет
Багатий піаніст Ерік Блейд намагається знайти свою зниклу сестру у великому місті. Його пошуки проходять через секс-шопи та стриптиз клуби. Поліція не дуже зацікавлена в пошуках повії, до тих пір поки не з'ясовують, що вона є дочкою багатого бізнесмена.

## У ролях
| Актор           | Роль            |
| --------------- | --------------- |
| Лоуренс Дей     | Ерік            |
| Лора Стейлі     | Луїза           |
| Ніл Дейнард     | Тоні            |
| Ленор Занн      | Тіна            |
| Клаудія Уді     | Андреа          |
| Пейдж Флетчер   | Марк            |
| Майкл Айронсайд | сержант Скайлар |
| Ларрі Обрі      | Доллі           |
| Майкл Коупмен   | Фіксер          |
| Банті Вебб      | оператор        |
| Том Гарві       | Гамільтон       |
| Пол Бредлі      | менеджер мотелю |
| Пітер Лавендер  | Вайллі          |
| Мартін Дойл     | Теннер          |
| Дон МакКуоррі   | Маггер          |
| Александра Пол  | Ізабель         |
| Ненсі Олів'є    | Марі            |

## Виробництво
Пол Лінч був спочатку зацікавлений, щоб стати режисером цього фільму, але на той час він не міг вписати його в свій графік.
Александра Пол зустрічалася з провідним актором Лоуренсом Дейєм, коли знімалася в цьому фільмі.
Джон Шеппард написав перший проект сценарію за двадцять чотири години.
Дебют в кіно Александри Пол.
Фільм знятий за $200 000 в Торонто, Канада. Фільм зроблений у 1981 році, але не був випущений до 1983-го.
Більшість стриптизерок в фільмі були фактичними стриптизерками з району Торонто.